# Dự án Afripedia

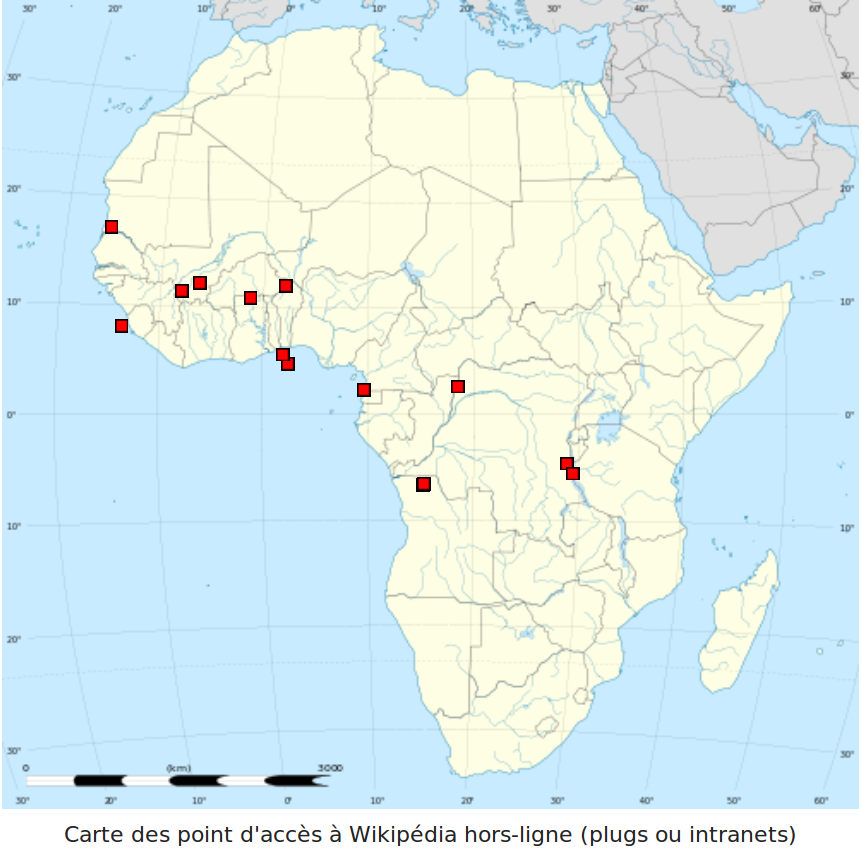
Vị trí của 13 trường đại học nơi Kiwix được triển khai như một phần của dự án Afripedia.

Dự án Afripedia được khởi động vào giữa tháng 6 năm 2012 và vẫn đang trong quá trình tiếp tục phát triển. Dự án này chỉ nhằm mục đích mở rộng quyền truy cập Wikipedia ngoại tuyến ở châu Phi nói tiếng Pháp và khuyến khích người dân châu Phi đóng góp cho Wikipedia. Dự án giúp cài đặt máy chủ Intranet và mạng không dây cục bộ phục vụ Kiwix, đồng thời cung cấp khóa hỗ trợ đào tạo và bảo trì.
Những đối tác sáng lập ra dự án này bao gồm Wikimédia Pháp, Viện Pháp và Tổ chức Đại học Pháp ngữ. Ước tính có khoảng 120 triệu người (2010) ở châu Phi nói tiếng Pháp, trải rộng trên 24 quốc gia thuộc cộng đồng Pháp ngữ.
Việc truy cập vào Wikipedia từ đầu đọc USB chẳng có gì là mới mẻ ở châu Phi, nhưng những bộ USB này thường rất lỗi thời, tại nơi mà Afripedia thường xuyên được cập nhật. Nhiều trường đại học đối tác sở hữu Internet băng thông thấp, nhưng một số ít trường lại không có kết nối mạng Internet.
Dự án này cung cấp nội dung bổ sung ngoài Wikipedia, chẳng hạn như Wiktionary. Bất kỳ nội dung nào đều được đóng gói lần đầu trong tập tin ZIM đều có thể được chuyển tiếp qua mạng Afripedia; ví dụ Dự án Gutenberg và Wikisource đều có sẵn dưới dạng tập tin ZIM.
Dự án này cũng khuyến khích việc hình thành các câu lạc bộ Afripedia dành cho người dùng địa phương. Đây còn được coi là một biện pháp thay thế tạm thời xứng đáng, cho đến khi việc truy cập Internet có thể được phát triển trên toàn bộ châu Phi.